# Província de Luxemburg
|  | Aquest article tracta sobre la província de Bèlgica. Vegeu-ne altres significats a «Gran Ducat de Luxemburg». |

Luxemburg (en való Lussimbork, en luxemburguès Lëtzebuerg) és una província de Bèlgica que forma part de la regió de Valònia. Amb una superfície de 4440 km² és la província més gran del país, però també la menys poblada.

## Municipis
Mapa dels municipis de Luxemburg
1. Arlon

2. Attert

3. Aubange

4. Bastogne

5. Bertogne

6. Bertrix

7. Bouillon

8. Chiny

9. Daverdisse

10. Durbuy

11. Érezée

12. Étalle

13. Fauvillers

14. Florenville

15. Gouvy

16. Habay

17. Herbeumont

18. Hotton

19. Houffalize

20. La Roche-en-Ardenne

21. Léglise

22. Libin

23. Libramont-Chevigny

24. Manhay

25. Marche-en-Famenne

26. Martelange

27. Meix-devant-Virton

28. Messancy

29. Musson

30. Nassogne

31. Neufchâteau

32. Paliseul

33. Rendeux

34. Rouvroy

35. Sainte-Ode

36. Saint-Hubert

37. Saint-Léger

38. Tellin

39. Tenneville

40. Tintigny

41. Vaux-sur-Sûre

42. Vielsalm

43. Virton

## Bandera
La bandera de la província de Luxemburg fou adoptada el març de 1955. Sent el disseny el mateix utilitza el Gran Ducat de Luxemburg, sobre el que hi va afegir l'escut d'armes de la província, un lleó rampant vermell sobre dues potes, urpes grogues i llengua i corona ducal daurada, tot damunt de 5 barres horitzontals blaves i 5 de blanques. La ràtio és 2:3.

## Llista de governadors
- Jean-Baptiste Thorn (1830 – 1836)
- Victorin de Steenhault (1836 – 1841)
- Joseph de Riquet de Caraman et de Chimay (1841 – 1842)
- Charles Vandamme (1862 – 1884)
- Paul de Gerlache (1884 – 1891)
- Édouard Orban de Xivry (1891 – 1901)
- Emmanuel de Briey (1902 – 1932)
- Fernand Van den Corput (1932 – 1940)
- René Greindl (1940 – 1944)
- Fernand Van den Corput (1944 – 1945)
- Pierre Clerdent (1946 – 1953)
- Maurice Brasseur (1965 – 1976)
- Jacques Planchard (1976 – 1996)
- Bernard Caprasse (1996 – avui)